# Achaemeniden
De Achaemeniden, Perzisch: هخامنشی, Oudperzisch: 𐏃𐎧𐎠𐎶𐎴𐎡𐏁𐎡𐎹 Haxāmanišya, Grieks: Αχαιμενίδες, waren het koningshuis van het eerst-Perzische Rijk, zo genoemd naar hun voorouder Achaemenes. Het huis werd omstreeks 559 v.Chr. door Cyrus II de Grote gesticht en heerste tot de verovering door Alexander de Grote in 330 v.Chr. over een wereldrijk.
Achaemenidisch Perzië verenigde mensen en koninkrijken van elke belangrijke beschaving uit die tijd, behalve het oude China. Er leefden voor het eerst mensen van verschillende culturen samen met elkaar onder een heerser.

## Geschiedenis
De eerste bekende vermelding van de Perzen bestaat uit een Assyrische inscriptie uit 844 v.Chr. Er wordt naar dit rijk verwezen met de naam Parsu, Parsuash of Parsumash. Gedurende de volgende twee eeuwen waren Perzen en Meden onderworpen aan Assyrië, Babylonië en een andere Arische stam, de Scythen. Het gebied van Parsuash werd in 719 v.Chr. bij het rijk gevoegd. De Meden kregen de zeggenschap over een onafhankelijk rijk en de Perzen werden aan hen onderworpen.
De dynastie van de Achaemeniden werd door Achaemenes rond 700 v.Chr. gesticht. Zijn zoon Teispes bracht nomadische Perzen ertoe om naar zuidelijk Iran te trekken rond 650 v.Chr. De eerste georganiseerde Perzische staat werd gevestigd. De Perzen veroverden geleidelijk aan grondgebied van het inheemse koninkrijk van de Elamieten, waaronder het belangrijke gebied van Anshan. Nakomelingen van Teispes vertakten zich in twee lijnen, de ene lijn regeerde in Anshan, terwijl de andere over de rest van Perzië heerste.

### Cyrus II en Cambyses II

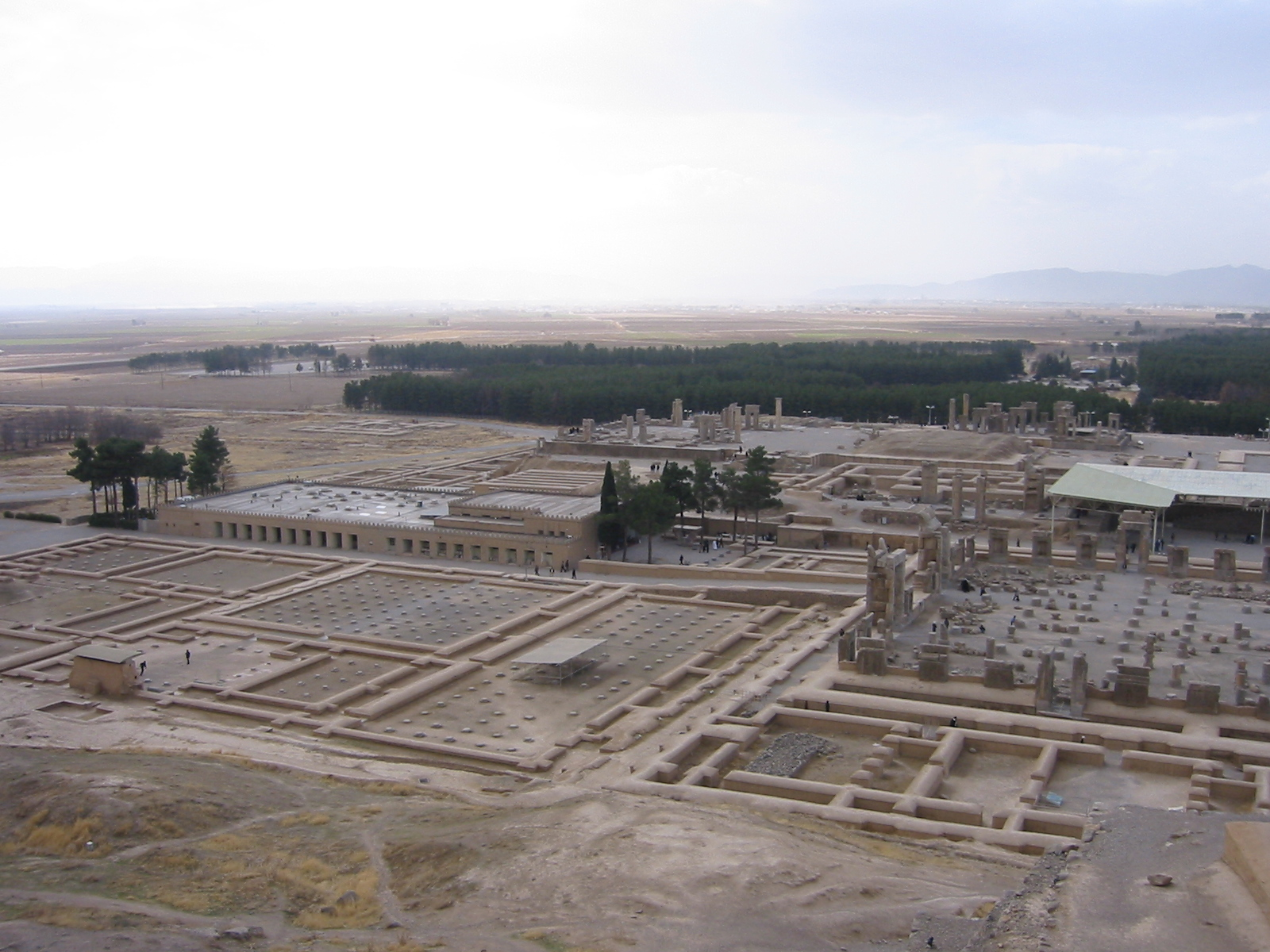
Ruïnes van de hoofdstad Parsa, Persepolis

Cyrus II de Grote verenigde de verdeelde koninkrijken rond 559 v.Chr. Toen waren de Perzen nog aan het Medenrijk onderworpen, dat door de grootvader van Cyrus, Astyages werd geregeerd. Cyrus kwam in opstand en stootte Astyages van de troon, veroverde, nu de sjah van een verenigd Perzisch koninkrijk, omstreeks 550 v.Chr. de rest van het rijk van de Meden, veroverde Lydië in Klein-Azië, verplaatste zijn manschappen naar Centraal-Azië en marcheerde tot slot in een triomftocht door de oude stad Babylon. Hij kreeg na deze overwinning naam als welwillende veroveraar en stelde een beroemd manifest op. In dit handvest beloofde de koning om Babylon niet te terroriseren of de cultuur ervan te vernietigen. Cyrus sneuvelde tijdens een veldslag tegen de Massageten, of Saken.
De zoon van Cyrus, Cambyses II, voegde Egypte toe aan het rijk.

### Darius I en Xerxes I
Het imperium was onder Darius I het grootst. Hij veroverde de Indusvallei en leidde legers naar Europa, maar zijn invasie van Griekenland werd na de Slag bij Marathon gestopt.
Het Perzische Rijk van de Achaemeniden was het grootste en krachtigste imperium dat tot dan toe had bestaan. Het Achaemenidische, het Perzisch leger was goed georganiseerd, maar nog belangrijker was dat het rijk goed werd geleid en efficiënt georganiseerd. Darius verdeelde zijn koninkrijk in ongeveer twintig provincies onder satrapen of gouverneurs, van wie velen een persoonlijke band met de sjah hadden. Hij stelde een belastingsysteem op om elke provincie geld en middelen te laten afdragen aan de regering. Hij nam de organisatie van de distributie van brieven van de Assyriërs over en breidde het uit. Het inzetten van spionnen, de Ogen en Oren van de Koning, werd ook uit het Assyrische Rijk overgenomen. Zij informeerden hem over de stand van zaken in het rijk. Darius legde de beroemde Koninklijke Wegen aan door oude handelsroutes te verbeteren, waardoor de handel met landen ver van het imperium mogelijk werd. Hij verplaatste het beleidscentrum van Perzië naar Susa, dicht bij Babylon en dichter bij het centrum van het koninkrijk. De Perzen stonden toe dat lokale culturen intact bleven. Dit kwam het imperium ten goede, aangezien de veroverde volkeren daardoor geen behoefte voelden in opstand te komen.
Zijn zoon Xerxes probeerde ook om Griekenland te veroveren, maar hij werd in 480 voor Christus verslagen bij de Slag bij Salamis.

### Verval
Artaxerxes I sloot vrede met de Grieken. Perzië was van alle buitenlandse zorgen bevrijd, maar tegelijkertijd begon bijna onmerkbaar het verval. Wanbeleid en corruptie deden zijn intrede. De financiële kracht begon af te nemen en op het militair apparaat werd bespaard.
Onder Darius II brokkelde het centrale gezag en de macht van de sjah nog sneller af. Xerxes II en Sogdianus worden op de talrijke Babylonische tabletten niet genoemd.
Na de dood van Darius II scheidden Egypte en de Levant zich af. Met de koningsvrede kreeg Artaxerxes II, in 386, de Griekse steden van Klein-Azië terug.  Een hele reeks satrapen kwam tegen hem in opstand, maar hij wist sommigen onder hen tegen elkaar uit te spelen en zo de situatie meester te blijven.

### Einde
Artaxerxes III bracht de luister van weleer terug. Hij heroverde de Levant in 351 v.Chr. en Egypte in 343 v.Chr.
Nadat de koning der koningen, sjahansjah Artaxerxes III in september 338 was overleden, bracht de machtige eunuch Bagoas diens jongste zoon Oarses op de troon. Deze regeerde onder de naam Artaxerxes IV, en werd twee jaar later het slachtoffer van de intriges van Bagoas, die daarop de zoon van een broer van Artaxerxes III voor de opvolging voordroeg. Deze besteeg als Darius III in 336 v.Chr. ongeveer 44 jaar oud de Perzische troon.
De nieuwe sjah was niet de gewillige marionet die Bagoas zich had voorgesteld. Hij begon onmiddellijk een persoonlijke koers te varen en kwam daardoor onvermijdelijk met de eunuch in aanvaring. Bagoas trok in deze machtsstrijd aan het kortste eind en moest zelf de gifbeker drinken die voor de sjah was bestemd.
Alexander de Grote versloeg de Achaemeniden in 330 v.Chr. en vernietigde hun hoofdstad Persepolis.

## Religie
Het zoroastrisme werd tijdens de periode van de Achaemeniden de godsdienst van de heersers en de meeste mensen in Perzië. De stichter Zarathustra heeft vermoedelijk omstreeks 600 voor Christus geleefd. De nieuwe godsdienst was een vervanging van de verering van traditionele Arische goden en benadrukte een universele strijd tussen goede en kwade goden. Het zoroastrisme en de mystieke leiders ervan, Magi, zouden een bepalend element in de Perzische cultuur worden.

## Stamboom van de Achaemeniden
```
 
Achaemenes
 .. – 675 v.Chr.
  |
  |
  +----- Teispes 675 – 
640

           |
           |
Ariyamnes -+ 
 |         |
 |         |
 |         +-- 
Cyrus I
 640 – 
600

 |             |
 |             + Arukku
 |             |
 |             + 
Cambyses I
 600 – 
559

 |                |
 |                + 
Cyrus II de Grote
 koning van 559 – 
530

 |                  |
 |                  +-- 
Cambyses II
 530 – 
522

 |                  | 
 |                  +-- 
Gaumata
 of Bardiya 522 v.Chr.
 +-- Arsanes
      |
      |
      +-- 
Hystaspes

          |
          |
          +-- 
Darius I
 522 – 
486

              |
              |
              +-- 
Xerxes I
 486 – 
465

                  |
                  |
                  +-- 
Artaxerxes I
 465 – 
424

                      |
                      |
                      +-- 
Xerxes II
 424 – 
423

                      |
                      +-- 
Darius II
 423 – 
404

                          |
                          |
                          +-- 
Cyrus de Jongere
 
                          |
                          |
                          +-- 
Artaxerxes II
 404 – 
358

                          |   |
                          |   |
                          |   +-- 
Artaxerxes III
 358 – 
338
                       
                          |       |
                          |       |
                          |       +--
Arses
 338 – 
336

                          |
                          +-- Ostanes
                              |
                              |
                              +-- Arsanes
                                  |
                                  |
                                  +-- 
Darius III
 336 - 
331
```

Achaemeniden (550 vchr-330 vchr) · Arsaciden (247 vchr-224 nchr) · Sassaniden (224-661) · Samaniden (819-999) · Tahiriden (821–873) · Saffariden (861–1002) · Il-kanaat (1256–1335) · Safawieden (1501–1736) · Afshariden (1736–1796) · Zand (1750–1794) · Kadjaren (1796–1925) · Pahlavi (1925–1979)